# Oswaldo Palencia
Oswaldo Palencia (1º febbraio 1970) è un ex calciatore venezuelano, di ruolo attaccante.